# .ly
ly. هو امتداد خاص بالعناوين الإلكترونية (نطاق) للمواقع التي تنتمي إلى ليبيا.

## التاريخ
في أبريل 1997 فوضت هيئة أرقام الإنترنت المخصصة (إيانا) سلطة التسجيل إلى خليل الوحيشي من مركز الشعين لتكنولوجيا المعلومات. خلال عطلة نهاية الأسبوع في 20 أغسطس 2011 وفي الايام الأولى لمعركة طرابلس عام 2011، تعرض موقع التسجيل الرئيسي nic.ly للقرصنة من قبل قراصنة إنترنت من جيش التحرير الوطني الليبي، بينما لم تتأثر المواقع الأخرى مثل (bit.ly).